# Чемпіонат світу з футболу 1938 (склади команд)
Склади команд — учасниць фінального турніру чемпіонату світу з футболу 1938 року.

### Бельгія
Головний тренер:  Джек Батлер
| № | Поз. | Гравець             | Дата народження (вік)            | Матчів | Клуб                        |
| - | ---- | ------------------- | -------------------------------- | ------ | --------------------------- |
| - | ПЗ   | Джон ван Альфен     | 17 червня 1914 (вік 23 роки)     | 1      | Беєрсхот                    |
| - | ПЗ   | Поль Анрі           | 6 вересня 1912 (вік 25 років)    |        | Дарінг                      |
| - | ВР   | Арнольд Баджу       | 26 червня 1909 (вік 28 років)    | 1      | Дарінг                      |
| - | ВР   | Роберт Брат         | 11 лютого 1912 (вік 26 років)    |        | Серкль (Брюгге)             |
| - | НП   | Раймон Брен         | 28 квітня 1907 (вік 31 рік)      | 1      | Беєрсхот                    |
| - | НП   | Фернан Буйле        | 3 березня 1918 (вік 20 років)    | 1      | Дарінг                      |
| - | ВР   | Андре Вандевеєр     | 21 червня 1909 (вік 28 років)    | 1      | Уніон Сент-Жілуаз           |
| - | ПЗ   | Альфонс де Вінтер   | 12 вересня 1908 (вік 29 років)   | 1      | Беєрсхот                    |
| - | НП   | Бернар Воргоф       | 10 травня 1910 (вік 28 років)    | 1      | Льєрс                       |
| - | НП   | Шарль ван ден Вувер | 7 вересня 1916 (вік 21 рік)      |        | Беєрсхот                    |
| - | ЗХ   | Фран Гоммер         | 5 квітня 1917 (вік 21 рік)       |        | Беєрсхот                    |
| - | ПЗ   | П'єр Далем          | 16 березня 1912 (вік 26 років)   |        | Стандард (Льєж)             |
| - | НП   | Генрі Ісемборгс     | 30 січня 1914 (вік 24 роки)      | 1      | Беєрсхот                    |
| - | НП   | Жан Капелль         | 26 жовтня 1913 (вік 24 роки)     |        | Стандард (Льєж)             |
| - | НП   | Жозеф Неліс         | 1 квітня 1917 (вік 21 рік)       |        | Бергем Спорт                |
| - | ЗХ   | Робер Паверік       | 29 листопада 1912 (вік 25 років) | 1      | Антверпен (футбольний клуб) |
| - | ЗХ   | Жан Петі            | 25 лютого 1914 (вік 24 роки)     |        | Стандард (Льєж)             |
| - | ЗХ   | Корнел Сейс         | 12 лютого 1912 (вік 26 років)    | 1      | Беєрсхот                    |
| - | НП   | Артур Селерс        | 28 лютого 1916 (вік 22 роки)     |        | Беєрсхот                    |
| - | ЗХ   | Філіберт Смеллінкс  | 17 січня 1911 (вік 27 років)     |        | Уніон Сент-Жілуаз           |
| - | ПЗ   | Еміль Стейнен       | 2 листопада 1907 (вік 30 років)  | 1      | Шарлеруа-Маршьєн            |
| - | НП   | Жан Фьєве           | 30 листопада 1910 (вік 27 років) |        | White Star Brüssel          |

### Бразилія
Головний тренер:  Адемар Пімента
| № | Поз. | Гравець           | Дата народження (вік)            | Матчів | Клуб               |
| - | ---- | ----------------- | -------------------------------- | ------ | ------------------ |
| - | ПЗ   | Афонсінью         | 8 березня 1914 (вік 24 роки)     | 4      | Сан-Крістован      |
| - | ПЗ   | Аржеміро          | 3 червня 1915 (вік 23 роки)      | 1      | Португеза Сантіста |
| - | ВР   | Бататаїш          | 20 травня 1910 (вік 28 років)    | 2      | Флуміненсе         |
| - | ПЗ   | Брандао           | 1 січня 1910 (вік 28 років)      | 2      | Корінтіанс         |
| - | ПЗ   | Бріто             | 6 травня 1914 (вік 24 роки)      | 1      | Америка Мінейру    |
| - | ЗХ   | Домінгос да Гія   | 19 листопада 1912 (вік 25 років) | 4      | Фламенгу           |
| - | НП   | Еркулес           | 2 липня 1912 (вік 25 років)      | 2      | Флуміненсе         |
| - | ЗХ   | Жау               | 17 грудня 1909 (вік 28 років)    | 1      | Корінтіанс         |
| - | НП   | Леонідас          | 6 вересня 1913 (вік 24 роки)     | 4      | Фламенгу           |
| - | НП   | Лопес             | 1 листопада 1910 (вік 27 років)  | 3      | Корінтіанс         |
| - | НП   | Луїзінью          | 29 березня 1911 (вік 27 років)   | 2      | Палестра-Італія    |
| - | ЗХ   | Артур Машадо      | 1 січня 1909 (вік 29 років)      | 4      | Флуміненсе         |
| - | ПЗ   | Мартім            | 21 квітня 1911 (вік 27 років)    | 3      | Ботафого           |
| - | ЗХ   | Наріз             | 8 грудня 1912 (вік 25 років)     | 1      | Ботафого           |
| - | НП   | Ніжинью           | 12 лютого 1912 (вік 26 років)    |        | Васко да Гама      |
| - | НП   | Патеско           | 12 листопада 1910 (вік 27 років) | 3      | Ботафого           |
| - | НП   | Жозе Перасіо      | 2 листопада 1917 (вік 20 років)  | 4      | Ботафого           |
| - | НП   | Роберто           | 20 червня 1912 (вік 25 років)    | 2      | Сан-Крістован      |
| - | НП   | Ромеу Пелліччіарі | 26 березня 1911 (вік 27 років)   | 4      | Флуміненсе         |
| - | НП   | Тім               | 20 лютого 1915 (вік 23 роки)     | 1      | Флуміненсе         |
| - | ВР   | Валтер            | 17 липня 1912 (вік 25 років)     | 3      | Фламенгу           |
| - | ПЗ   | Зезе Прокопіо     | 12 серпня 1913 (вік 24 роки)     | 4      | Ботафого           |

### Нідерландська Ост-Індія
Головний тренер:  Йоган Мастенбрук
| № | Поз. | Гравець              | Дата народження (вік)          | Матчів | Клуб           |
| - | ---- | -------------------- | ------------------------------ | ------ | -------------- |
| - | ПЗ   | Сутан Анвар          | 21 березня 1914 (вік 24 роки)  | 1      | VIOS Батавія   |
| - | ВР   | Л. Н. ван Бесеком    |                                |        | Еркулес        |
| - | ПЗ   | Г. Ван Ден Бюрг      |                                |        | Семаранг       |
| - | ЗХ   | Ян Гартінг           |                                |        | Сурабая        |
| - | ЗХ   | Дорст                |                                |        |                |
| - | НП   | Тан Хонг Дьєн        | 12 січня 1916 (вік 22 роки)    | 1      | Тіонгоа        |
| - | ЗХ   | Гендрікус Зомерс     | 17 серпня 1917 (вік 20 років)  | 1      | Эркулес        |
| - | ПЗ   | Франс Менг           | 18 січня 1910 (вік 28 років)   | 1      | SVB Батавія    |
| - | ПЗ   | Ахмад Навір          | 1911                           | 1      | Сурабая        |
| - | НП   | Ісаак Паттівал       | 23 лютого 1914 (вік 24 роки)   | 1      | Чонг Амбон     |
| - | ЗХ   | Джек Самуелс (Колле) | 1912                           | 1      | Ексельсіор     |
| - | НП   | Суварте Судармаджі   | 6 грудня 1915 (вік 22 роки)    | 1      | Сурабая        |
| - | НП   | Ганс Тайхутту        | 1909                           | 1      | Чонг Амбон     |
| - | НП   | Тейлгербер           |                                |        | Джокоя         |
| - | НП   | Руді Телве           |                                |        | Сурабая        |
| - | ПЗ   | Герріт Фаулгабер     | 22 вересня 1912 (вік 25 років) |        | Джокоя         |
| - | НП   | Тан Се Хан           |                                |        | Тіонгоа        |
| - | ПЗ   | Бінг Мо Хенг         | 25 лютого 1913 (вік 25 років)  |        | Тіонгоа        |
| - | ВР   | Тан Мо Хенг          | 28 лютого 1913 (вік 25 років)  | 1      | Маланг         |
| - | ЗХ   | Франс Ху-Кон         | 1917                           | 1      | Спарта Батавія |

### Італія
Головний тренер:  Вітторіо Поццо
| № | Поз. | Гравець            | Дата народження (вік)            | Матчів | Клуб             |
| - | ---- | ------------------ | -------------------------------- | ------ | ---------------- |
| - | ПЗ   | Мікеле Андреоло    | 6 вересня 1912 (вік 25 років)    | 4      | Болонья          |
| - | НП   | Серджо Бертоні     | 23 вересня 1915 (вік 22 роки)    |        | Піза             |
| - | НП   | Амедео Б'яваті     | 4 квітня 1915 (вік 23 роки)      | 3      | Болонья          |
| - | ПЗ   | Маріо Джента       | 1 березня 1912 (вік 26 років)    |        | Дженоа           |
| - | ПЗ   | Альдо Донаті       | 29 вересня 1910 (вік 27 років)   |        | Рома             |
| - | ПЗ   | Бруно Кіццо        | 19 квітня 1916 (вік 22 роки)     |        | Трієстіна        |
| - | НП   | Джино Колауссі     | 4 березня 1914 (вік 24 роки)     | 3      | Трієстіна        |
| - | ПЗ   | Уго Локателлі      | 5 лютого 1916 (вік 22 роки)      | 4      | Амброзіана-Інтер |
| - | ВР   | Гвідо Мазетті      | 22 листопада 1907 (вік 30 років) |        | Рома             |
| - | ПЗ   | Джузеппе Меацца    | 23 серпня 1910 (вік 27 років)    | 4      | Амброзіана-Інтер |
| - | ЗХ   | Еральдо Мондзельйо | 5 червня 1906 (вік 31 рік)       | 1      | Рома             |
| - | ВР   | Альдо Олів'єрі     | 2 жовтня 1910 (вік 27 років)     | 4      | Луккезе          |
| - | ПЗ   | Ренато Ольмі       | 12 липня 1914 (вік 23 роки)      |        | Амброзіана-Інтер |
| - | НП   | П'єро Пазінаті     | 21 липня 1910 (вік 27 років)     | 1      | Трієстіна        |
| - | ПЗ   | Маріо Пераццоло    | 7 червня 1911 (вік 26 років)     |        | Дженоа           |
| - | НП   | Сільвіо Піола      | 29 вересня 1913 (вік 24 роки)    | 4      | Лаціо            |
| - | ЗХ   | П'єтро Рава        | 21 січня 1916 (вік 22 роки)      | 4      | Ювентус          |
| - | ПЗ   | П'єтро Серантоні   | 11 грудня 1906 (вік 31 рік)      | 4      | Рома             |
| - | НП   | Джованні Феррарі   | 6 грудня 1907 (вік 30 років)     | 4      | Амброзіана-Інтер |
| - | НП   | П'єтро Ферраріс    | 15 лютого 1912 (вік 26 років)    | 1      | Амброзіана-Інтер |
| - | ЗХ   | Альфредо Фоні      | 20 листопада 1911 (вік 26 років) | 3      | Ювентус          |
| - | ВР   | Карло Черезолі     | 14 травня 1910 (вік 28 років)    |        | Болонья          |

### Куба
Головний тренер:  Хосе Тапія
| № | Поз. | Гравець               | Дата народження (вік)           | Матчів | Клуб               |
| - | ---- | --------------------- | ------------------------------- | ------ | ------------------ |
| - | ВР   | Хуан Айра             | 23 червня 1911 (вік 26 років)   | 1      | Гіспано Америка    |
| - | НП   | Хуан Алонсо           | 1911                            | 1      | Центро Гал'єго     |
| - | ПЗ   | Хоакін Аріас          | 12 листопада 1914 (вік 23 роки) | 3      | Хувентуд Астуріана |
| - | ЗХ   | Хасінто Баркін        | 3 вересня 1915 (вік 22 роки)    | 3      | Хувентуд Астуріана |
| - | ПЗ   | Педро Берхес          | 1906                            | 3      | Іберія Гавана      |
| - | ВР   | Беніто Карвахалес     | 25 липня 1913 (вік 24 роки)     | 2      | Центро Гал'єго     |
| - | НП   | Хосе Магрінья         | 14 грудня 1917 (вік 20 років)   | 2      | Центро Гал'єго     |
| - | НП   | Карлос Олівейра       |                                 |        | Гіспано Америка    |
| - | ПЗ   | Хосе Антоніо Родрігес |                                 | 3      | Центро Гал'єго     |
| - | НП   | Ектор Сокорро         | 26 червня 1912 (вік 25 років)   | 3      | Iberia Habana      |
| - | НП   | Маріо Соса            | 1910                            | 2      | Іберія Гавана      |
| - | НП   | Хуан Туньяс           | 17 липня 1917 (вік 20 років)    | 3      | Центро Гал'єго     |
| - | НП   | Томас Фернандес       | 1915                            | 3      | Центро Гал'єго     |
| - | НП   | Педро Феррер          | 1908                            | 1      | Іберія Гавана      |
| - | ЗХ   | Мануель Чоренс        | 22 січня 1916 (вік 22 роки)     | 3      | Центро Гал'єго     |

### Нідерланди
Головний тренер:  Боб Гленденнінг
| № | Поз. | Гравець           | Дата народження (вік)           | Матчів | Клуб                 |
| - | ---- | ----------------- | ------------------------------- | ------ | -------------------- |
| - | ПЗ   | Вім Андерісен     | 27 листопада 1903 (вік 34 роки) | 1      | Аякс                 |
| - | ЗХ   | Дік Бен           | 2 липня 1909 (вік 28 років)     |        | Аякс                 |
| - | НП   | Піт де Бур        | 10 жовтня 1919 (вік 18 років)   |        | АЗ                   |
| - | ЗХ   | Маук Вебер        | 1 березня 1914 (вік 24 роки)    | 1      | АДО Ден Гаг          |
| - | НП   | Франк Велс        | 21 лютого 1909 (вік 29 років)   | 1      | Унітас Ґорінхем      |
| - | НП   | Франс ван дер Вен | 25 березня 1918 (вік 20 років)  | 1      | Гераклес             |
| - | НП   | Лен Венте         | 14 травня 1911 (вік 27 років)   | 1      | Нептунус (Роттердам) |
| - | НП   | Арі де Вінтер     | 28 серпня 1915 (вік 22 роки)    |        | Гарлем               |
| - | ПЗ   | Пюк ван Гел       | 21 січня 1904 (вік 34 роки)     | 1      | Феєнорд              |
| - | НП   | Даф Дрок          | 23 травня 1914 (вік 24 роки)    |        | Роттердам            |
| - | ЗХ   | Бертус Калденгове | 19 січня 1914 (вік 24 роки)     | 1      | ДВС                  |
| - | ВР   | Адріанус ван Мале | 7 жовтня 1910 (вік 27 років)    | 1      | Феєнорд              |
| - | ВР   | Нік Міхел         | 30 вересня 1912 (вік 25 років)  |        | ВСВ                  |
| - | НП   | Клас Омс          | 9 червня 1916 (вік 21 рік)      |        | ДВС                  |
| - | ПЗ   | Бас Пауе          | 4 жовтня 1911 (вік 26 років)    | 1      | Феєнорд              |
| - | ПЗ   | Рене Пейперс      | 15 вересня 1917 (вік 20 років)  |        | Рурмонд              |
| - | ЗХ   | Гендрікус Плентер | 23 червня 1913 (вік 24 роки)    |        | Квік Гронінген       |
| - | НП   | Піт Пюнт          | 6 лютого 1909 (вік 29 років)    |        | Дордрехт             |
| - | НП   | Кік Сміт          | 3 листопада 1911 (вік 26 років) | 1      | Гарлем               |
| - | НП   | Генк ван Спандонк | 25 червня 1913 (вік 24 роки)    |        | Нептунус (Роттердам) |
| - | НП   | Бертус де Гардер  | 14 січня 1920 (вік 18 років)    | 1      | VUC Ден Гаг          |
| - | ПЗ   | Франс Гогенбірк   | 18 березня 1919 (вік 19 років)  |        | Квік Гронінген       |

### Німеччина
Головний тренер:  Зепп Гербергер
| № | Поз. | Гравець              | Дата народження (вік)            | Матчів | Клуб                       |
| - | ---- | -------------------- | -------------------------------- | ------ | -------------------------- |
| - | ВР   | Фріц Бухло           | 26 листопада 1909 (вік 28 років) |        | Спелдорф                   |
| - | ПЗ   | Франц Вагнер         | 23 вересня 1911 (вік 26 років)   |        | Рапід (Відень)             |
| - | НП   | Вільгельм Ганеманн   | 14 квітня 1914 (вік 24 роки)     |        | Адміра (Відень)            |
| - | НП   | Йозеф Гаухель        | 11 вересня 1916 (вік 21 рік)     |        | Кобленц                    |
| - | НП   | Рудольф Геллеш       | 1 травня 1914 (вік 24 роки)      |        | Шальке 04                  |
| - | ЗХ   | Людвіг Гольдбруннер  | 5 березня 1908 (вік 30 років)    |        | Баварія                    |
| - | НП   | Отто Зіффлінг        | 3 серпня 1912 (вік 25 років)     |        | Вальдгоф (футбольний клуб) |
| - | ПЗ   | Альбін Кітцингер     | 1 лютого 1912 (вік 26 років)     |        | Швайнфурт 05               |
| - | ПЗ   | Андреас Купфер       | 7 травня 1914 (вік 24 роки)      |        | Швайнфурт 05               |
| - | НП   | Ернст Ленер          | 7 листопада 1912 (вік 25 років)  |        | Аугсбург                   |
| - | ПЗ   | Ганс Мок             | 9 грудня 1906 (вік 31 рік)       |        | Аустрія (Відень)           |
| - | ЗХ   | Райнгольд Мюнценберг | 25 січня 1909 (вік 29 років)     |        | Алеманія (Аахен)           |
| - | НП   | Леопольд Ноймер      | 8 лютого 1919 (вік 19 років)     |        | Аустрія (Відень)           |
| - | НП   | Ганс Пессер          | 7 листопада 1911 (вік 26 років)  |        | Рапід (Відень)             |
| - | ВР   | Рудольф Рафтль       | 7 лютого 1911 (вік 27 років)     |        | Рапід (Відень)             |
| - | ПЗ   | Штефан Скоумаль      | 29 листопада 1909 (вік 28 років) |        | Рапід (Відень)             |
| - | НП   | Фріц Шепан           | 2 вересня 1907 (вік 30 років)    |        | Шальке 04                  |
| - | ЗХ   | Віллібальд Шмаус     | 16 червня 1911 (вік 26 років)    |        | Ферст Вієнна               |
| - | ЗХ   | Якоб Штрайтль        | 11 грудня 1916 (вік 21 рік)      |        | Баварія (Мюнхен)           |
| - | НП   | Йозеф Штро           | 5 березня 1913 (вік 25 років)    |        | Аустрія (Відень)           |
| - | ВР   | Ганс Якоб            | 16 червня 1908 (вік 29 років)    |        | Ян (Регенсбург)            |
| - | ЗХ   | Пауль Янес           | 10 березня 1912 (вік 26 років)   |        | Фортуна (Дюссельдорф)      |

### Норвегія
Головний тренер:  Асб'єрн Гальворсен
| № | Поз. | Гравець            | Дата народження (вік)          | Матчів | Клуб        |
| - | ---- | ------------------ | ------------------------------ | ------ | ----------- |
| - | ЗХ   | Роальд Амундсен    | 18 вересня 1913 (вік 24 роки)  |        | Мйондален   |
| - | ЗХ   | Оддмунд Андерсен   | 21 грудня 1915 (вік 22 роки)   |        | Мйондален   |
| - | ПЗ   | Гуннар Андреассен  | 5 січня 1913 (вік 25 років)    |        | Фредрікстад |
| - | НП   | Яльмар Андресен    | 18 липня 1914 (вік 23 роки)    |        | Сарпсборг   |
| - | НП   | Арне Брустад       | 14 квітня 1912 (вік 26 років)  |        | Люн         |
| - | НП   | Кнут Брюнільдсен   | 23 липня 1917 (вік 20 років)   |        | Фредрікстад |
| - | ПЗ   | Сверре Гансен      | 23 червня 1913 (вік 24 роки)   |        | Фрам Ларвік |
| - | ПЗ   | Крістіан Генріксен | 3 березня 1911 (вік 27 років)  |        | Люн         |
| - | ПЗ   | Рольф Гольмберг    | 24 серпня 1914 (вік 23 роки)   |        | Одд         |
| - | ЗХ   | Ейвінд Гольмсен    | 28 квітня 1912 (вік 26 років)  |        | Люн         |
| - | ЗХ   | Нільс Еріксен      | 5 березня 1911 (вік 27 років)  |        | Одд         |
| - | НП   | Арне Ілебю         | 2 грудня 1913 (вік 24 роки)    |        | Фредрікстад |
| - | НП   | Магнар Ісаксен     | 13 жовтня 1910 (вік 27 років)  |        | Люн         |
| - | ЗХ   | Рольф Йоганнессен  | 15 березня 1910 (вік 28 років) |        | Фредрікстад |
| - | ВР   | Генрі Йогансен     | 21 липня 1904 (вік 33 роки)    |        | Волеренга   |
| - | НП   | Рейдар Кваммен     | 23 липня 1914 (вік 23 роки)    |        | Вікінг      |
| - | ВР   | Анкер Кіле         | 19 квітня 1917 (вік 21 рік)    |        | Шторм       |
| - | НП   | Альф Мартінсен     | 29 грудня 1911 (вік 26 років)  |        | Ліллестрем  |
| - | ВР   | Сверре Нурбю       | 13 березня 1910 (вік 28 років) |        | Мйондален   |
| - | ПЗ   | Фрітьйоф Уллеберг  | 10 вересня 1911 (вік 26 років) |        | Люн         |
| - | НП   | Одд Францен        | 20 січня 1913 (вік 25 років)   |        | Харді       |
| - | ЗХ   | Йорген Юве         | 22 листопада 1906 (вік 31 рік) |        | Люн         |

### Польща
Головний тренер:  Юзеф Калужа
| № | Поз. | Гравець             | Дата народження (вік)           | Матчів | Клуб                     |
| - | ---- | ------------------- | ------------------------------- | ------ | ------------------------ |
| - | НП   | Станіслав Баран     | 26 квітня 1920 (вік 18 років)   |        | Варшавянка               |
| - | ВР   | Вальтер Бром        | 14 лютого 1921 (вік 17 років)   |        | Рух (Хожув)              |
| - | ПЗ   | Ян Васевич          | 6 січня 1911 (вік 27 років)     |        | Погонь (Львів)           |
| - | НП   | Ернест Вілімовський | 23 червня 1916 (вік 21 рік)     |        | Рух (Хожув)              |
| - | НП   | Герард Водаж        | 10 серпня 1913 (вік 24 роки)    |        | Рух (Хожув)              |
| - | НП   | Болеслав Габовський | 13 вересня 1914 (вік 23 роки)   |        | Вісла (Краків)           |
| - | ЗХ   | Антоній Галецький   | 4 червня 1906 (вік 32 роки)     |        | ЛКС (Лодзь)              |
| - | ЗХ   | Едмунд Гємса        | 16 жовтня 1912 (вік 25 років)   |        | Рух (Хожув)              |
| - | ПЗ   | Вільгельм Гура      | 18 січня 1916 (вік 22 роки)     |        | Краковія                 |
| - | ПЗ   | Евальд Дитко        | 18 жовтня 1914 (вік 23 роки)    |        | Даб                      |
| - | НП   | Юзеф Корбас         | 11 листопада 1914 (вік 23 роки) |        | Краковія                 |
| - | НП   | Антоній Лико        | 27 травня 1907 (вік 31 рік)     |        | Вісла (Краків)           |
| - | ПЗ   | Казімєж Лис         | 9 квітня 1910 (вік 28 років)    |        | Варта (Познань)          |
| - | ВР   | Едвард Мадейський   | 11 серпня 1914 (вік 23 роки)    |        | Вісла (Краків)           |
| - | ПЗ   | Ервін Ниц           | 24 травня 1914 (вік 24 роки)    |        | Полонія (Варшава)        |
| - | НП   | Ришард Пєц          | 17 серпня 1913 (вік 24 роки)    |        | Липини                   |
| - | ПЗ   | Вільгельм Пєц       | 7 січня 1915 (вік 23 роки)      |        | Липини                   |
| - | НП   | Леонард Піонтек     | 3 жовтня 1913 (вік 24 роки)     |        | АКС (Хожув)              |
| - | ЗХ   | Едмунд Твуж         | 12 лютого 1914 (вік 24 роки)    |        | Варта (Познань)          |
| - | НП   | Евальд Цебуля       | 22 березня 1917 (вік 21 рік)    |        | Шльонськ (Свентохловіце) |
| - | НП   | Фрідріх Шерфке      | 7 вересня 1909 (вік 28 років)   |        | Варта (Познань)          |
| - | ЗХ   | Владислав Щепаняк   | 19 травня 1910 (вік 28 років)   |        | Полонія (Варшава)        |

### Румунія
Головний тренер:  Костел Редулеску і  Александр Севулеску
| № | Поз. | Гравець              | Дата народження (вік)           | Матчів | Клуб                    |
| - | ---- | -------------------- | ------------------------------- | ------ | ----------------------- |
| - | НП   | Юліу Бараткі         | 14 травня 1910 (вік 28 років)   |        | Рапід (Бухарест)        |
| - | ПЗ   | Андрей Бербулеску    | 25 березня 1917 (вік 21 рік)    |        | Венус                   |
| - | НП   | Сілвіу Біндя         | 24 жовтня 1912 (вік 25 років)   |        | Ріпенсія                |
| - | НП   | Йон Богдан           | 6 березня 1915 (вік 23 роки)    |        | Рапід (Бухарест)        |
| - | НП   | Юліу Бодола          | 26 лютого 1912 (вік 26 років)   |        | Венус                   |
| - | ПЗ   | Георге Брандабура    | 23 лютого 1913 (вік 25 років)   |        | Ювентус (Бухарест)      |
| - | НП   | Коломан Браун-Богдан | 13 жовтня 1905 (вік 32 роки)    |        | Ювентус (Бухарест)      |
| - | ЗХ   | Рудольф Бюргер       | 31 жовтня 1908 (вік 29 років)   |        | Ріпенсія                |
| - | ВР   | Мірча Давид          | 16 жовтня 1914 (вік 23 роки)    |        | Венус                   |
| - | НП   | Штефан Добай         | 26 вересня 1909 (вік 28 років)  |        | Ріпенсія                |
| - | ЗХ   | Василе Кірою         | 13 серпня 1910 (вік 27 років)   |        | Ріпенсія                |
| - | НП   | Ніколае Ковач        | 29 жовтня 1911 (вік 26 років)   |        | Клуб Атлетік Орадя      |
| - | ПЗ   | Вінтіле Коссіні      | 21 листопада 1913 (вік 24 роки) |        | Рапід (Бухарест)        |
| - | НП   | Йоаким Молдовяну     | 17 серпня 1913 (вік 24 роки)    |        | Рапід (Бухарест)        |
| - | НП   | Міклош Надь          | 12 січня 1918 (вік 20 років)    |        | Крішана Орадя           |
| - | ВР   | Думітру Павловичі    | 26 квітня 1912 (вік 26 років)   |        | Ріпенсія                |
| - | НП   | Дьюла Прасслер       | 16 січня 1916 (вік 22 роки)     |        | Вагонул (Арад)          |
| - | ПЗ   | Ладіслав Раффінскій  | 23 квітня 1905 (вік 33 роки)    |        | Рапід (Бухарест)        |
| - | ПЗ   | Георге Решинару      | 10 лютого 1915 (вік 23 роки)    |        | Рапід (Бухарест)        |
| - | ВР   | Роберт Садовський    | 16 серпня 1914 (вік 23 роки)    |        | Вагонул (Арад)          |
| - | ЗХ   | Лазер Сфера          | 29 квітня 1909 (вік 29 років)   |        | Венус (футбольний клуб) |
| - | ЗХ   | Якоб Фелекан         | 1 березня 1914 (вік 24 роки)    |        | Вікторія (Клуж)         |

### Угорщина
Головний тренер:  Альфред Шаффер і  Карой Дітц
| № | Поз. | Гравець         | Дата народження (вік)            | Матчів | Клуб              |
| - | ---- | --------------- | -------------------------------- | ------ | ----------------- |
| - | ПЗ   | Іштван Балог    | 21 вересня 1912 (вік 25 років)   |        | Уйпешт            |
| - | ЗХ   | Шандор Біро     | 19 серпня 1911 (вік 26 років)    |        | МТК               |
| - | НП   | Міхай Біро      | 20 липня 1914 (вік 23 роки)      |        | Ференцварош       |
| - | НП   | Єне Вінце       | 20 листопада 1908 (вік 29 років) |        | Уйпешт            |
| - | ПЗ   | Янош Дудаш      | 13 лютого 1911 (вік 27 років)    |        | МТК               |
| - | НП   | Дьюла Женгеллер | 27 грудня 1915 (вік 22 роки)     |        | Уйпешт            |
| - | ЗХ   | Лайош Кораній   | 15 травня 1907 (вік 31 рік)      |        | Ференцварош       |
| - | НП   | Вільмош Кохут   | 17 липня 1906 (вік 31 рік)       |        | Олімпік (Марсель) |
| - | ПЗ   | Дьюла Лазар     | 24 січня 1911 (вік 27 років)     |        | Ференцварош       |
| - | ВР   | Йожеф Палинкаш  | 10 березня 1912 (вік 26 років)   |        | Сегед             |
| - | ЗХ   | Дьюла Полгар    | 8 лютого 1912 (вік 26 років)     |        | Ференцварош       |
| - | ВР   | Анталь Сабо     | 4 вересня 1910 (вік 27 років)    |        | МТК               |
| - | ПЗ   | Анталь Салаї    | 12 березня 1912 (вік 26 років)   |        | Уйпешт            |
| - | ПЗ   | Дьордь Сюч      | 23 квітня 1912 (вік 26 років)    |        | Уйпешт            |
| - | НП   | Паль Тіткош     | 8 січня 1908 (вік 30 років)      |        | МТК               |
| - | НП   | Геза Тольді     | 11 лютого 1909 (вік 29 років)    |        | Ференцварош       |
| - | ПЗ   | Йожеф Турай     | 1 березня 1905 (вік 33 роки)     |        | МТК               |
| - | ВР   | Йожеф Хада      | 2 березня 1911 (вік 27 років)    |        | Ференцварош       |
| - | НП   | Ласло Чех       | 4 квітня 1910 (вік 28 років)     |        | МТК               |
| - | ПЗ   | Бела Шароші     | 15 травня 1919 (вік 19 років)    |        | Ференцварош       |
| - | НП   | Дьєрдь Шароші   | 15 вересня 1912 (вік 25 років)   |        | Ференцварош       |
| - | НП   | Ференц Шаш      | 15 березня 1915 (вік 23 роки)    |        | МТК               |

### Франція
Головний тренер:  Гастон Барро
| № | Поз. | Гравець               | Дата народження (вік)            | Матчів | Клуб              |
| - | ---- | --------------------- | -------------------------------- | ------ | ----------------- |
| - | НП   | Альфред Астон         | 16 травня 1912 (вік 26 років)    |        | Ред Стар          |
| - | ПЗ   | Жан Бастьєн           | 21 червня 1915 (вік 22 роки)     |        | Олімпік (Марсель) |
| - | ЗХ   | Абделькадер Бен-Буалі | 25 жовтня 1912 (вік 25 років)    |        | Олімпік (Марсель) |
| - | НП   | Мішель Брюссо         | 19 березня 1913 (вік 25 років)   |        | Сет               |
| - | ПЗ   | Франсуа Бурботт       | 24 лютого 1913 (вік 25 років)    |        | Лілль             |
| - | ЗХ   | Жуль Вандорен         | 30 грудня 1908 (вік 29 років)    |        | Лілль             |
| - | НП   | Еміль Венант          | 12 червня 1907 (вік 30 років)    |        | Расінг            |
| - | ВР   | Жульєн Дарюї          | 16 лютого 1916 (вік 22 роки)     |        | Лілль             |
| - | НП   | Едмон Дельфур         | 1 листопада 1907 (вік 30 років)  |        | Рубе              |
| - | НП   | Маріо Дзателлі        | 21 грудня 1912 (вік 25 років)    |        | Олімпік (Марсель) |
| - | ВР   | Лоран Ді Лорто        | 1 січня 1909 (вік 29 років)      |        | Сошо              |
| - | ПЗ   | Рауль Дьянь           | 10 листопада 1910 (вік 27 років) |        | Расінг            |
| - | НП   | Оскар Ессерер         | 18 липня 1914 (вік 23 роки)      |        | Страсбур          |
| - | ПЗ   | Люсьєн Жассерон       | 29 грудня 1913 (вік 24 роки)     |        | Гавр              |
| - | ПЗ   | Огюст Жордан          | 21 лютого 1909 (вік 29 років)    |        | Расінг            |
| - | ЗХ   | Ектор Касенаве        | 13 квітня 1914 (вік 24 роки)     |        | Сошо              |
| - | НП   | Ігнас Ковальчик       | 27 грудня 1913 (вік 24 роки)     |        | Мец               |
| - | НП   | Роже Куртуа           | 30 травня 1912 (вік 26 років)    |        | Сошо              |
| - | ВР   | Рене Льєнсе           | 14 липня 1913 (вік 24 роки)      |        | Сет               |
| - | ЗХ   | Етьєн Маттле          | 25 грудня 1905 (вік 32 роки)     |        | Сошо              |
| - | НП   | Жан Ніколя            | 9 червня 1913 (вік 24 роки)      |        | Руан              |
| - | ЗХ   | Мартен Повольний      | 19 липня 1914 (вік 23 роки)      |        | Гавр              |

### Чехословаччина
Головний тренер:  Йозеф Мейснер
| № | Поз. | Гравець             | Дата народження (вік)            | Матчів | Клуб                |
| - | ---- | ------------------- | -------------------------------- | ------ | ------------------- |
| - | ПЗ   | Ярослав Боучек      | 13 листопада 1912 (вік 25 років) |        | Спарта (Прага)      |
| - | НП   | Войтех Брадач       | 6 жовтня 1913 (вік 24 роки)      |        | Славія (Прага)      |
| - | ЗХ   | Ярослав Бургр       | 7 березня 1906 (вік 32 роки)     |        | Спарта (Прага)      |
| - | ВР   | Карел Буркерт       | 1 грудня 1909 (вік 28 років)     |        | Збройовка           |
| - | НП   | Вацлав Горак        | 27 вересня 1912 (вік 25 років)   |        | Славія (Прага)      |
| - | ЗХ   | Фердинанд Даучик    | 30 травня 1910 (вік 28 років)    |        | Славія (Прага)      |
| - | НП   | Йозеф Земан         | 23 січня 1915 (вік 23 роки)      |        | Спарта (Прага)      |
| - | ПЗ   | Карел Кольський     | 21 вересня 1914 (вік 23 роки)    |        | Спарта (Прага)      |
| - | ПЗ   | Властиміл Копецький | 14 жовтня 1912 (вік 25 років)    |        | Славія (Прага)      |
| - | ПЗ   | Йозеф Коштялек      | 31 серпня 1909 (вік 28 років)    |        | Спарта (Прага)      |
| - | НП   | Арношт Кройц        | 14 березня 1910 (вік 28 років)   |        | Пардубице           |
| - | НП   | Йозеф Лудль         | 3 червня 1916 (вік 22 роки)      |        | Вікторія (Жижков)   |
| - | НП   | Олдржих Неєдлий     | 26 грудня 1909 (вік 28 років)    |        | Спарта (Прага)      |
| - | ПЗ   | Отакар Ножирж       | 12 березня 1917 (вік 21 рік)     |        | Славія (Прага)      |
| - | ЗХ   | Йозеф Орт           | 20 травня 1916 (вік 22 роки)     |        | Слован (Братислава) |
| - | ВР   | Франтішек Планічка  | 2 червня 1904 (вік 34 роки)      |        | Славія (Прага)      |
| - | НП   | Антонін Пуч         | 16 травня 1907 (вік 31 рік)      |        | Славія (Прага)      |
| - | НП   | Ян Ржига            | 11 листопада 1915 (вік 22 роки)  |        | Спарта (Прага)      |
| - | НП   | Олдржих Рульц       | 28 березня 1911 (вік 27 років)   |        | Збройовка           |
| - | НП   | Карел Сенецький     | 17 березня 1919 (вік 19 років)   |        | Спарта (Прага)      |
| - | ЗХ   | Карел Черни         | 1 лютого 1910 (вік 28 років)     |        | Славія (Прага)      |
| - | НП   | Ладіслав Шімунек    | 4 жовтня 1916 (вік 21 рік)       |        | Славія (Прага)      |

### Швейцарія
Головний тренер:  Карл Раппан
| № | Поз. | Гравець              | Дата народження (вік)           | Матчів | Клуб                |
| - | ---- | -------------------- | ------------------------------- | ------ | ------------------- |
| - | НП   | Андре Абегглен       | 7 березня 1909 (вік 29 років)   |        | Сошо                |
| - | НП   | Лауро Амадо          | 14 березня 1912 (вік 26 років)  |        | Лугано              |
| - | ВР   | Ервін Баллабіо       | 20 жовтня 1918 (вік 19 років)   |        | Гренхен             |
| - | НП   | Альфред Біккель      | 2 травня 1918 (вік 20 років)    |        | Грассгоппер         |
| - | ВР   | Ренато Біццодзеро    | 7 вересня 1912 (вік 25 років)   |        | Лугано              |
| - | НП   | Фріц Вагнер          | 21 грудня 1913 (вік 24 роки)    |        | Грассгоппер         |
| - | НП   | Ежен Валашек         | 20 червня 1916 (вік 21 рік)     |        | Серветт             |
| - | ПЗ   | Сіріо Вернаті        | 12 травня 1907 (вік 31 рік)     |        | Грассгоппер         |
| - | ПЗ   | Альбер Гіншар        | 10 листопада 1914 (вік 23 роки) |        | Серветт             |
| - | НП   | Тулліо Грассі        | 5 лютого 1910 (вік 28 років)    |        | Лугано              |
| - | НП   | Жорж Ебі             | 10 вересня 1910 (вік 27 років)  |        | Серветт             |
| - | НП   | Поль Ебі             | 10 вересня 1910 (вік 27 років)  |        | Янг Бойз            |
| - | НП   | Леопольд Кільгольц   | 9 червня 1911 (вік 26 років)    |        | Янг Фелловз Ювентус |
| - | ЗХ   | Август Леманн        | 26 січня 1909 (вік 29 років)    |        | Грассгоппер         |
| - | ПЗ   | Ернст Лерчер         | 15 березня 1913 (вік 25 років)  |        | Серветт             |
| - | ЗХ   | Северіно Мінеллі     | 6 вересня 1909 (вік 28 років)   |        | Грассгоппер         |
| - | ПЗ   | Оскар Раух           | 20 березня 1914 (вік 24 роки)   |        | Грассгоппер         |
| - | НП   | Ойген Рупф           |                                 |        | Грассгоппер         |
| - | НП   | Алессандро Фріджеріо | 15 листопада 1914 (вік 23 роки) |        | Гавр                |
| - | ВР   | Віллі Губер          | 17 грудня 1913 (вік 24 роки)    |        | Грассгоппер         |
| - | ПЗ   | Германн Шпрінгер     | 4 грудня 1908 (вік 29 років)    |        | Грассгоппер         |
| - | ЗХ   | Адольф Штельцер      | 1 вересня 1908 (вік 29 років)   |        | Лозанна             |

### Швеція
Головний тренер:  Йожеф Надь
| № | Поз. | Гравець            | Дата народження (вік)            | Матчів | Клуб         |
| - | ---- | ------------------ | -------------------------------- | ------ | ------------ |
| - | ВР   | Генок Абрагамссон  | 29 жовтня 1909 (вік 28 років)    |        | Горда БК     |
| - | ПЗ   | Ерік Альмгрен      | 28 січня 1908 (вік 30 років)     |        | АІК          |
| - | НП   | Гаррі Андерссон    | 7 березня 1913 (вік 25 років)    |        | ІК Слейпнер  |
| - | НП   | Оке Андерссон      | 22 квітня 1917 (вік 21 рік)      |        | ГАІС         |
| - | НП   | Курт Бергстен      | 21 серпня 1915 (вік 22 роки)     |        | Ландскруна   |
| - | НП   | Леннарт Бунке      | 3 квітня 1912 (вік 26 років)     |        | Гельсінгборг |
| - | НП   | Густав Веттерстрем | 15 жовтня 1911 (вік 26 років)    |        | ІК Слейпнер  |
| - | НП   | Кнут Ганссон       | 9 травня 1911 (вік 27 років)     |        | Ландскруна   |
| - | ПЗ   | Карл-Ерік Гран     | 5 листопада 1914 (вік 23 роки)   |        | Ельфсборг    |
| - | ЗХ   | Івар Ерікссон      | 25 грудня 1909 (вік 28 років)    |        | Сандвікен    |
| - | НП   | Туре Келлер        | 4 січня 1905 (вік 33 роки)       |        | ІК Слейпнер  |
| - | ПЗ   | Арне Ліндергольм   | 22 лютого 1916 (вік 22 роки)     |        | ІК Слейпнер  |
| - | ЗХ   | Ерік Нільссон      | 6 серпня 1916 (вік 21 рік)       |        | Мальме       |
| - | ЗХ   | Гаррі Нільссон     | 5 січня 1916 (вік 22 роки)       |        | Ландскруна   |
| - | НП   | Арне Нюберг        | 20 червня 1913 (вік 24 роки)     |        | Гетеборг     |
| - | НП   | Ерік Перссон       | 19 листопада 1909 (вік 28 років) |        | АІК          |
| - | ПЗ   | Курт Сванстрем     | 24 березня 1915 (вік 23 роки)    |        | Ергрюте      |
| - | НП   | Свен Унгер         |                                  |        | ІК Слейпнер  |
| - | ЗХ   | Уллє Чельгрен      | 7 вересня 1907 (вік 30 років)    |        | Сандвікен    |
| - | ВР   | Густав Шеберг      | 23 березня 1913 (вік 25 років)   |        | АІК          |
| - | НП   | Свен Юнассон       | 9 липня 1909 (вік 28 років)      |        | Ельфсборг    |
| - | ПЗ   | Свен Якобссон      | 17 квітня 1914 (вік 24 роки)     |        | ГАІС         |